# Legalitätstaktik

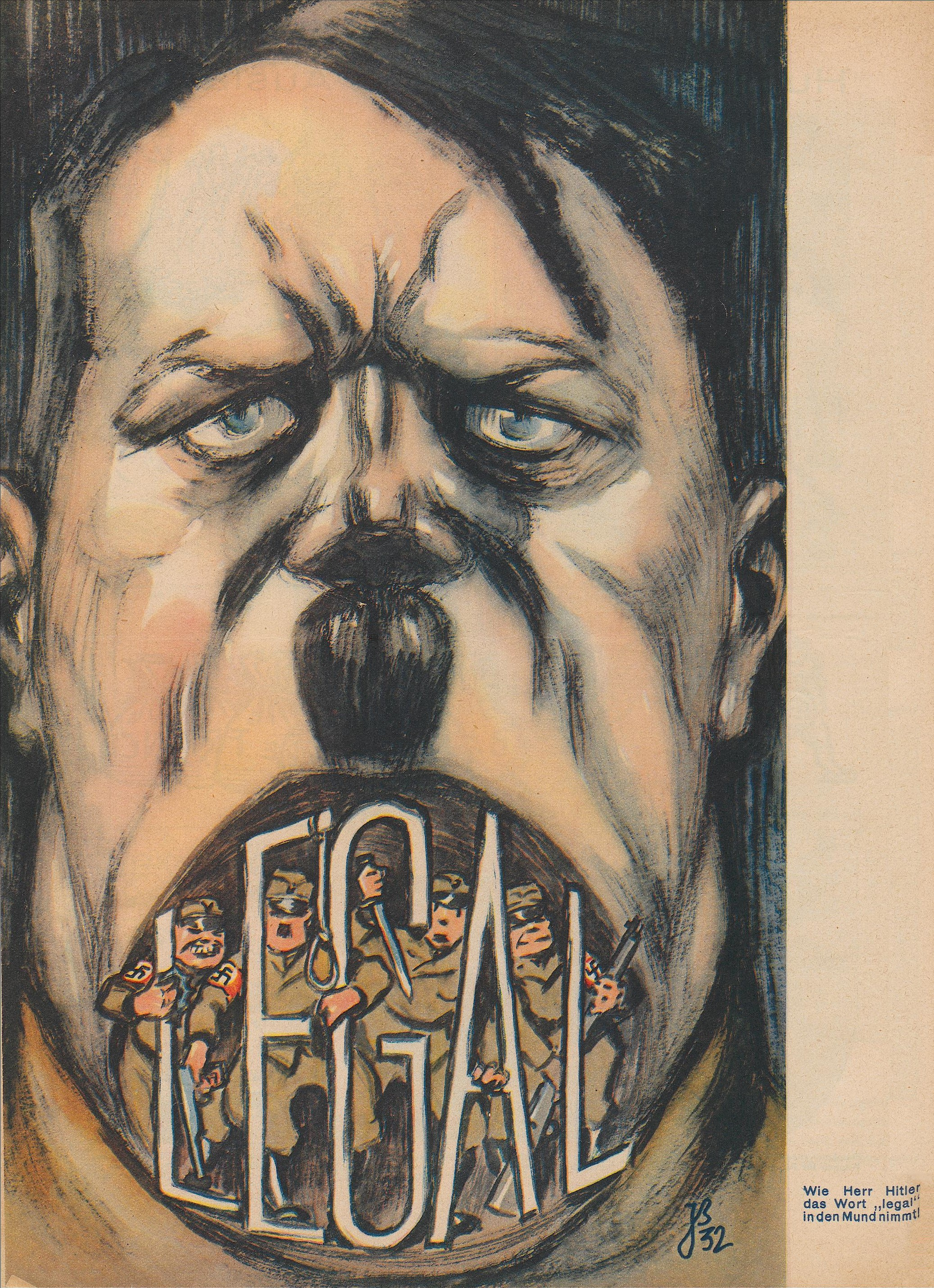
Jacobus Belsen: Wie Herr Hitler das Wort „legal“ in den Mund nimmt. Der wahre Jacob, 27. Februar 1932.

Als Legalitätstaktik oder Legalitätskurs wird die Taktik Adolf Hitlers und der NSDAP bezeichnet, die Macht im Staat nicht durch eine Revolution oder einen Putsch zu erobern, sondern unter äußerlicher Wahrung der Legalität. Diese Taktik bestimmte das Vorgehen der Nationalsozialisten nach dem Hitlerputsch (8. und 9. November 1923). Hitler bekräftigte die Legalitätstaktik 1930 im Ulmer Reichswehrprozess und im Berliner Edenpalast-Prozess durch Eid. Obwohl die Taktik von verschiedenen Nationalsozialisten wiederholt in Frage gestellt wurde, half sie bei der Machtergreifung bzw. Machtübergabe.

## Geschichte

### Entstehung
Die NSDAP strebte in ihrem Parteiprogramm von 1920 eine Beseitigung des demokratischen Rechtsstaats an, den sie durch einen ständestaatlich organisierten autoritären Zentralstaat auf völkischer Grundlage zu ersetzen trachtete. Der Hitlerputsch vom 8. und 9. November 1923 scheiterte kläglich; die Partei wurde verboten und Hitler zu fünf Jahren Festungshaft verurteilt (Hitler-Prozess). In der Haft verfasste er den ersten Band von Mein Kampf, in dem er behauptete, dass „die Frage der Legalität nur mehr eine untergeordnete Rolle“ spiele, wenn die „Erhaltung der Art“ in Gefahr sei („Menschenrecht bricht Staatsrecht“).

Doch nach seiner vorzeitigen Haftentlassung am 20. Dezember 1924 und der Wiederzulassung der NSDAP am 27. Februar 1925 zog Hitler eine andere Konsequenz aus seiner Niederlage: Nun wollte er die Macht auf legalem Wege erobern, was zwar keinen gänzlichen Gewaltverzicht bedeutete, aber der Massenmobilisierung durch Propaganda und dem Weg über Wahlen Priorität einräumte. Die NSDAP sollte regional weit gefächert und auf Reichsebene als Führerpartei straff organisiert und seinem Willen unterworfen werden. Das galt ebenfalls für die SA, die paramilitärische Kampforganisation der Partei. Bereits kurz nach seiner Haftentlassung hatte Hitler gegenüber dem bayrischen Ministerpräsidenten Heinrich Held bekräftigt, er werde fortan die Verfassung und die katholische Kirche achten und keine Revolte mehr anzetteln. Sein Freund Hermann Esser erinnerte sich später, Hitler habe Held den „‚zahmen‘ Mann“ vorgespielt. Am 22. Mai 1926 rechtfertigte Hitler vor NSDAP-Mitgliedern seinen Kursschwenk damit, dass die Teilnahme an Wahlen der Partei noch mehr Propaganda ermögliche. Abgeordnete durften nämlich kostenlos mit der Reichsbahn fahren: 

„Für uns ist die Fahrkarte der Abgeordneten die Hauptsache. Sie bietet die Möglichkeit, Agitatoren herumzuschicken, dient also ebenso wie die Diäten ausschließlich der Partei.“

Der Gauleiter von Berlin und Reichstagsabgeordnete Joseph Goebbels höhnte 1928: „Ich bin kein Mitglied des Reichstags. Ich bin ein I.d.I. Ein I.d.F. Ein Inhaber der Immunität, ein Inhaber der Freifahrtkarte“.
Dass die NSDAP zwar „eine vollkommene Umwälzung des heutigen Staates, selbstverständlich aber auf legalem Wege“ anstrebe, versicherte der Reichstagsabgeordnete Wilhelm Frick am 13. März 1928 in einer schriftlichen Erklärung für das Reichsinnenministerium. Die verschiedenen Versicherungen, legal vorgehen zu wollen, trugen dazu bei, dass die Länder ihre Restriktionen eine nach der anderen aufhoben: Im Januar 1927 hob Sachsen das Redeverbot für Hitler auf, im März folgte Bayern, ab Herbst 1928 durfte er auch in Anhalt und Preußen wieder auftreten.
Völlig unbeschränkt konnten die Nationalsozialisten aber auch jetzt nicht agieren: Im Frühjahr verbot der preußische Innenminister Albert Grzesinski (SPD) alle Demonstrationen im Freien, also auch die zum 1. Mai. Die Nationalsozialisten hielten sich an dieses Verbot, anders als die KPD: Die Folge war der so genannte Blutmai: mehrtägige Straßenkämpfe mit 33 erschossenen Kommunisten. Dies trug in der Öffentlichkeit zu dem Eindruck bei, die Gewalt der Nationalsozialisten wäre weniger bedrohlich als die der Kommunisten, da sie sich ja gegen diese richtete. Kurz nach dem Blutmai wurde der kommunistische Rotfrontkämpferbund auf Grundlage des Republikschutzgesetzes verboten. Hitler mahnte die SA zu Zurückhaltung, da er fürchtete, auch sie könnte verboten werden.

### Hitlers Legalitätseid
Dieser Kurs war anfangs wenig erfolgreich: Bei den Reichstagswahlen vom 20. Mai 1928 erreichte die NSDAP lediglich 2,6 Prozent der abgegebenen Stimmen. Daraufhin gab die Reichspropagandaleitung der NSDAP die Parole aus, den Antisemitismus in der NS-Propaganda nicht mehr in den Vordergrund zu stellen. Neben der Legalitätstaktik trug dies dazu bei, dass der vorbestrafte Putschist Hitler ein Image bürgerlicher Wohlanständigkeit aufbauen konnte. Von Mai 1929 an stiegen die Wahlergebnisse für die NSDAP. Nach einer Reform ihrer Organisationsstruktur und dem Beginn der Weltwirtschaftskrise wurde sie bei den Reichstagswahlen vom 14. September 1930 mit 18,3 Prozent überraschend zweitstärkste Partei.

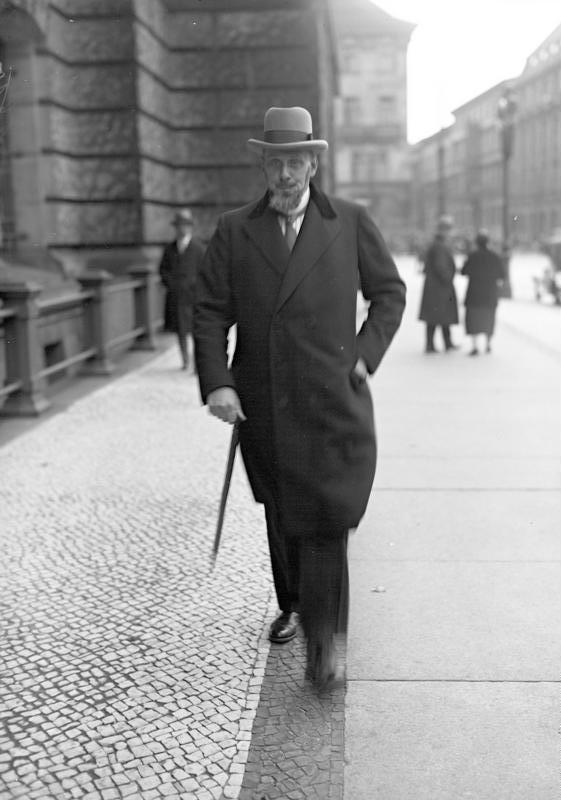
Reichsjustizminister Johann Victor Bredt ermöglichte Hitler den Legalitätseid.

Hitler bekräftigte seinen Legalitätskurs nun öffentlich durch seinen Auftritt im so genannten Ulmer Reichswehrprozess: Drei Offiziere der Reichswehr waren der Vorbereitung zum Hochverrat angeklagt, weil sie nationalsozialistische Flugblätter verteilt hatten, in denen zu einer nationalen Volkserhebung aufgerufen wurde. Obwohl gegen Hitler selbst eine Anzeige wegen Hochverrats vorlag, ließ der Senatspräsident am Reichsgericht in Leipzig Alexander Baumgarten zu, dass er als Zeuge vereidigt wurde. Das hatte Reichsinnenminister Joseph Wirth vom linken Flügel der Zentrumspartei noch versucht zu verhindern und zudem beantragt, den zuständigen Referenten im Innenministerium im Prozess auftreten zu lassen. Reichsjustizminister Johann Viktor Bredt (Reichspartei des deutschen Mittelstandes) dagegen wollte Hitler koalitionsfähig machen und begrüßte es deshalb, dass er sich auf die Verfassung festlegen ließ: Wolle man sich nicht zu Zwecken der Mehrheitsbeschaffung „den Sozialdemokraten auf Gnade und Ungnade ausliefer[n]“, müsse man „den Nationalsozialisten die Türe zur Reichsregierung offen halten und darum Hitler Gelegenheit geben, seine legalen Absichten zu beschwören“. Statt der fachkundigen Referenten trat daher Staatssekretär Erich Zweigert als Zeuge vor dem Reichsgericht auf, dessen Glaubwürdigkeit allerdings dadurch gemindert wurde, dass er sich nicht dafür verbürgen konnte, dass die Feststellungen, die dem Innenministerium über die verfassungsfeindlichen Bestrebungen der NSDAP zugegangen waren, auch zutrafen. Im Prozess wurde Hitler gefragt, wie er sich die Errichtung des Dritten Reiches denke. Er erwiderte:

„Die nationalsozialistische Bewegung wird in diesem Staat mit den verfassungsmäßigen Mitteln das Ziel zu erreichen suchen. Die Verfassung schreibt uns nur die Methoden vor, nicht aber das Ziel. Wir werden auf diesem verfassungsmäßigen Wege die ausschlaggebenden Mehrheiten in den gesetzgebenden Körperschaften zu erlangen versuchen um in dem Augenblick, wo uns das gelingt, den Staat in die Form zu gießen, die unseren Gedanken entspricht.“

Im weiteren Verlauf seiner Aussage kündigte Hitler zwar an, dass „Köpfe in den Sand rollen“ würden, wenn „die Schuldigen am Zusammenbruch vom November 1918“ abgeurteilt werden würden. Doch da dies erst geschehen werde, wenn die Weimarer Verfassung nicht mehr gelte, schenkten die Richter dieser Gewaltankündigung keine weitere Beachtung. Die drei Angeklagten wurden lediglich zu anderthalb Jahren Festungshaft verurteilt. Goebbels freute sich: „Was wollen die Brüder jetzt noch gegen uns machen? Sie haben doch nur darauf gewartet, zupacken zu können. Nun sind wir streng legal, egal legal.“
Im Mai 1931 bekam Hitler erneut Gelegenheit, seinen Legalitätskurs öffentlich zu beeiden. SA-Männer hatten den Berliner Eden-Palast, ein überwiegend von linksgerichteten Arbeitern besuchtes Tanzlokal, überfallen und drei Gäste durch Schüsse verletzt. Nun standen sie wegen Landfriedensbruchs und versuchten Totschlags vor dem Kriminalgericht Moabit. Der Anwalt der Nebenkläger, Hans Litten, bestand darauf, dass Hitler als Zeuge befragt wurde. Hitler stand vor einem Dilemma, denn weder konnte er sich von der gewalttätigen SA distanzieren, ohne den aktuell schwebenden Konflikt um Walther Stennes (siehe unten) zu vergrößern, noch sich offen hinter sie stellen – damit würde er seine Legalitätstaktik aufgeben. Hitler verlegte sich aufs Abstreiten: Es gäbe gar keine Rollkommandos in der SA. Litten konfrontierte ihn darauf mit Goebbels‘ Broschüre Der Nazi-Sozi. Darin hatte der Reichspropagandaleiter der NSDAP zum „Kampf mit den Fäusten“ aufgerufen und angekündigt, das Parlament „zum Teufel“ zu jagen. Hitler bestritt, dass es sich um eine parteiamtliche Veröffentlichung handelte, und schrie, als Litten insistierte, diesen mit hochrotem Kopf an: „Wie kommen Sie dazu Herr Rechtsanwalt, zu sagen, das ist eine Aufforderung zur Illegalität? Das ist eine durch nichts zu beweisende Erklärung!“ Der Staatsanwalt beantragte daraufhin, Hitler zu vereidigen. Litten erhob Einspruch, um Hitler nicht die Gelegenheit zu geben, seinen Legalitätseid mit großer Geste zu wiederholen, konnte sich aber nicht durchsetzen. Unter Eid erklärte Hitler dann, die SA würde allenfalls in Notwehr Gewalt anwenden:

„Der Weg der Partei ist notwendig ein legaler. Die SA ist nicht bewaffnet. Ich greife ein, wo ich von einer Waffe höre. Wo ist die Partei, die grundsätzlich den Parteimann, der eine Waffe hat, ausschließt? Nicht die kommunistische, nicht die sozialdemokratische Partei. […] Würde ich hören, dass irgendwo Waffen sind, ich würde sie der Behörde ausliefern.“

Zwei der angeklagten SA-Männer wurden schließlich zu zwei bzw. zweieinhalb Jahren verurteilt, ein weiterer wurde freigesprochen.

### Diskussionen um den Legalitätskurs
Hitlers Legalitätseid löste im September 1930 und im Mai 1931 jeweils ein erhebliches Presseecho aus. Die demokratischen Blätter schrieben, man dürfe ihm nicht glauben: Bereits am 20. September 1930 hatte der Bayerische Kurier geschrieben, es würden sich „im weiten deutschen Reich wohl wenige naive Menschen finden, welche diesen Legalitätserklärungen mehr als einen taktischen Wert beilegen“. Im Mai 1931 äußerte sich die liberale und die linke Presse erneut skeptisch: Rudolf Olden etwa analysierte im Berliner Tageblatt, Hitler wolle gar nicht, dass seine eigenen Anhänger ihm den Legalitätskurs glaubten, das sollten nur Vertreter der Regierung tun. Und der anarchistische Dichter Erich Mühsam spottete im Ulk:
„Nein, wir jauchzen froh, weil Hitler,

Der Legalitätsgranitler

Nur kraft ordnungsmäßger Bill

Köpfe rollen lassen will.“
In den rechtsnationalen Zeitungen dagegen herrschte Empörung: Hier nahm man die Verurteilung der drei hochverräterischen Offiziere dem Reichswehrminister Wilhelm Groener persönlich übel.

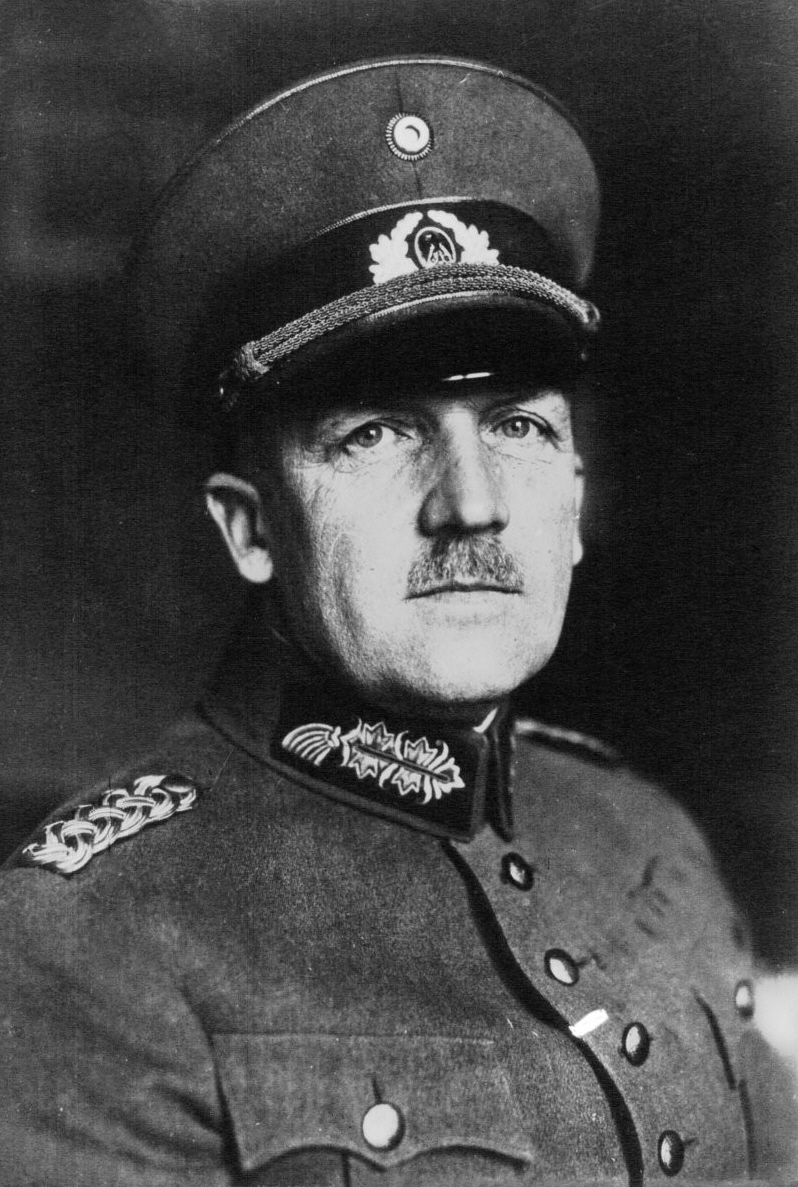
General Kurt von Schleicher wollte die Nationalsozialisten „zähmen“.

Groener und sein Chef des Ministeramtes Kurt von Schleicher hofften, die Hunderttausenden SA-Männer für ihre Wehrpolitik nutzen zu können, denn viele SA-Männer arbeiteten im Grenz- und Landesschutz mit, mit dem man die Rüstungsbestimmungen des Versailler Vertrags umgehen wollte. Daher änderten sie ihre Haltung zur NSDAP: Im Oktober 1930 fragte Groener bei Innenminister Wirth an, ob man die Partei weiterhin als umstürzlerisch ansehen solle. Dieser beurteilte Hitlers Legalitätserklärungen jedoch lediglich als taktisches Manöver und schickte als Antwort zwei Denkschriften, die die NS-Bewegung in ihren Methoden, vor allem aber in ihren Zielen als hochverräterisch und verfassungsfeindlich einstuften. Am 4. April 1931 teilte Wirth auch dem Auswärtigen Amt seine Einschätzung mit; dass „zum mindesten Teile der NSDAP auf den gewaltsamen Umsturz hinarbeiteten“. Kurz darauf entschied der Berliner Disziplinargerichtshof für nichtrichterliche Beamte, einen preußischen Regierungsinspektor wegen seiner Betätigung für die NSDAP aus dem Dienst zu entlassen. In der Begründung wurde die Parole, „nur auf legalen Wegen und mit legalen Mitteln“ vorzugehen, als „eine praktische Verschleierung der tatsächlichen Ziele“ der Partei abgetan.
Im Reichswehrministerium sah man das anders: Ab Januar 1931 wurden keine aktiven Nationalsozialisten mehr aus der Reichswehr entlassen. Insbesondere Schleicher verfolgte über die illegale Aufrüstung hinaus das Ziel, Hitler und die NSDAP durch Heranführung an den Staat zu „zähmen“. Eine Entscheidung der Reichsregierung unter dem konservativen Heinrich Brüning (Zentrumspartei), ob die NS-Bewegung nun als illegal anzusehen sei oder nicht, kam nicht zustande, weil der Reichskanzler die Frage mit Blick auf eine künftige Zusammenarbeit absichtlich in der Schwebe ließ. Brüning beurteilte die scharfe Oppositionshaltung der NSDAP für den Moment positiv, da er sie außenpolitisch nützlich für seinen Plan einer Revision des Young-Plans hielt. Gleichzeitig hoffte er auf Koalitionen mit den Nationalsozialisten in den Ländern, um auf diese Weise eine Zusammenarbeit auch auf Reichsebene vorzubereiten und so unabhängig von der SPD zu werden, die sein Minderheitskabinett tolerierte. Dieses Vorhaben kollidierte mit der Politik der sozialdemokratischen Innenminister von Hessen und Preußen Wilhelm Leuschner und Carl Severing, die daran arbeiteten, den umstürzlerischen Charakter der NSDAP zu beweisen.
Dass Hitler an einer Zusammenarbeit mit Brüning kein Interesse hatte, zeigte dagegen sein Auftritt bei der Tagung der kurzfristigen Harzburger Front am 11. Oktober 1931, wo er zusammen mit Alfred Hugenberg von der DNVP und Vertretern des Stahlhelm und kleinerer nationalistischer Verbände die Bildung einer „wirklichen Nationalregierung“ verlangte. Gleichzeitig erklärte er, gegen den „Terror“, dem seine Partei angeblich ausgesetzt sei, werde womöglich schon bald „ganz legal das aktive Notwehrrecht“ wiederhergestellt werden.

Dennoch intensivierte die Regierung Brüning ihre Bemühungen, zu einer Zusammenarbeit oder wenigstens zu einem „Burgfrieden“ mit den Nationalsozialisten zu gelangen. Am 1. November 1931 freute sich Groener, der nach dem Ausscheiden Wirths auch das Innenministerium übernommen hatte, in einem Brief: 

„Hitler ist jetzt doppelt und dreifach an den Legalitätspfahl gebunden und muß jeden, der seinem Befehl entgegenhandelt, aus der Partei herauswerfen. Es wird wohl einige Zeit dauern, bis er die unsauberen und unruhigen Elemente abgestoßen hat. Er will mit der Regierung Brüning gut stehen und denkt nicht daran, dem Hugenbergvolk etwa zur Macht zu verhelfen. Trotz Harzburg hat sich zwischen den Nazis und den andern eine tiefe Kluft aufgetan.“

Zur selben Zeit bedankte sich Schleicher bei SA-Chef Ernst Röhm für die Übersendung von Dokumenten, die ihn „einwandfrei überzeugen […], daß von der Reichsleitung der Nationalsozialistischen Deutschen Arbeiterpartei alles getan wird, um die Partei auf der von dem Parteichef vorgeschlagenen Linie strengster Legalität zu halten“.
In Wahrheit hatte Hitlers Legalitätstaktik innerhalb der NSDAP zu einem systemischen Konflikt mit der SA geführt: Bereits im April 1925 war SA-Chef Röhm zurückgetreten, weil er mit dem neuen Legalitätskurs nicht einverstanden war. 1927 hatte die Münchner SA unter Edmund Heines gegen die „Bremser und Bonzen“ in der Parteileitung revoltiert, die den Mitgliedern zu legalistisch zu agieren schien. Durch Parteiausschlüsse, Zugeständnisse und nicht zuletzt Appelle von Hitler persönlich – er versprach, es „komme schon eine andere Zeit, wenn Gott will, in der die NSDAP die Macht habe, und dann das Hemmende von selbst verschwinde“ – war es gelungen, die aktivistischen Braunhemden wieder der Parteidisziplin zu unterwerfen. Nach seinem Legalitätseid gaben SA-Leute Hitler den Spitznamen „Adolphe Legalité“, eine Anspielung auf Philippe Égalité, einen Cousin Ludwigs XVI., der während der Französischen Revolution auf Seiten der Revolutionäre gestanden hatte. Der Legalitätskurs war auch einer der Gründe für mehrere Krisen innerhalb der NSDAP: Im Juli 1930 hatte Otto Strasser Hitler vorgeworfen, er verrate die nationalsozialistische Sache, und die Partei verlassen, kurz darauf war es zur Stennes-Revolte in der Berliner SA gekommen: SA-Führer Walther Stennes hatte aus Protest vorübergehend die Berliner Partei-Zentrale besetzt. Im Frühjahr 1931 verschärfte er seine Polemik gegen Hitlers Kurs, sodass ihn dieser am 1. April absetzen ließ. Stennes’ Versuch, die NSDAP mit seiner „Unabhängigen Nationalsozialistischen Kampfbewegung Deutschlands“ zu spalten, blieb aber erfolglos. Nach der Eröffnung des neugewählten Reichstags am 13. Oktober 1930, bei dem die 107 NSDAP-Abgeordneten trotz Uniformverbots im Braunhemd erschienen waren, randalierten SA-Männer in Berlin und warfen jüdischen Geschäften die Schaufenster ein. Die Partei versuchte diesen offenkundigen Bruch der Legalität den Kommunisten oder den Stennes-Leuten in die Schuhe zu schieben. Die Zwischenfälle zeigen das Ausmaß der Unzufriedenheit mit der Legalitätstaktik, die innerhalb der SA bestand. Ein Jahr später verwies der DNVP-Abgeordnete Otto Schmidt-Hannover zur Erklärung der wenig moderaten Töne, die Hitler in Bad Harzburg angeschlagen hatten, auf den gewaltbereiten „Staatsstreichflügel“ der NSDAP, dessen Rückhalt er versucht habe zu stärken.
Einen schweren Schlag erlitt Hitlers Legalitätskurs durch die Veröffentlichung der Boxheimer Dokumente am 25. November 1931. Es handelte sich um Planungen für eine gewaltsame Machtergreifung, die der nationalsozialistische Gerichtsassessor Werner Best ausgearbeitet hatte. Zur Tarnung war er von dem Szenario eines kommunistischen Umsturzversuchs ausgegangen, auf den die Nationalsozialisten dann reagieren sollten. Die Dokumente erregten großes Aufsehen. Die Münchner Parteileitung distanzierte sich von ihnen und bekannte sich zum Legalitätskurs, der Völkische Beobachter stellte sie als Fälschung hin. Hitler erklärte am 4. Dezember vor der Auslandspresse, seine Partei rechne mit 15 Millionen Wählerstimmen und „habe es gar nicht erst nötig, einen illegalen Schritt zu unternehmen.“ Wenige Tage später drohte er den Mitgliedern der NSDAP mit Parteiausschluss, wenn sie in irgendeiner Weise über Möglichkeiten und Formen einer Machtergreifung sprechen würden.
Brüning hatte gehofft, Nationalsozialisten und Deutschnationale für eine Wiederwahl Hindenburgs zu gewinnen, dessen Amtszeit im Frühjahr 1932 auslief. Beide erteilten ihm im Januar 1932 eine Absage. Auf eine gemeinsame Kandidatur einigen konnten sie sich aber auch nicht, sodass sich schließlich neben Hindenburg und dem Kommunisten Ernst Thälmann, Theodor Duesterberg vom Stahlhelm und Hitler um das höchste Amt bewarben.

SPD-Fraktionsvorsitzender Rudolf Breitscheid zeigte im Reichstag die „innere Unwahrheit“ der Legalitätstaktik auf.

Die Widersprüchlichkeit des nationalsozialistischen Legalitätskurses machte der sozialdemokratische Fraktionsvorsitzende Rudolf Breitscheid bei der Reichstagsdebatte am 24. Februar 1932 deutlich, als er darauf hinwies, dass Hitler in Mein Kampf die Majorität als Versammlung von Dummköpfen und Taugenichtsen bezeichnet hatte: 

„Jedenfalls heißt das, entweder das Volk betrügen, indem man ihm sagt: du gibst uns deine Mehrheit, damit wir dich, wenn wir zur Herrschaft gekommen sind, diktatorisch unterdrücken, oder aber es heißt, daß die ganze Phrase von der Legalität eine innere Unwahrheit ist. (Sehr wahr! bei den Sozialdemokraten.) Ich glaube, es genügt auch nicht, daß der Führer einer Partei sich vor Gericht zur Legalität bekennt; es kommt darauf an, was seine eigenen Anhänger tun und was sie unter der Legalität verstehen.“

Breitscheids Parteifreund, der preußische Innenminister Severing, ließ kurz darauf Haussuchungen bei Nationalsozialisten durchführen, die Mobilisierungspläne für den Fall eines Wahlsiegs Hitlers bei den Reichspräsidentenwahlen ans Licht brachten. Um dies zu verhindern, unterstützten die Sozialdemokraten Hindenburg, der den zweiten Wahlgang am 10. April 1932 mit 53 Prozent der Stimmen gewann. Nach der Wahl setzten Severing und die Innenminister der süddeutschen Länder Reichsinnenminister Groener unter Druck und verlangten ein Verbot der SA und der SS. Groener gab nach, nicht zuletzt weil es mit Blick auf die bevorstehende Genfer Abrüstungskonferenz außenpolitisch untunlich schien, wenn weiterhin eine Privatarmee von 400.000 Mann durch Deutschlands Straßen marschierte. Groener schrieb an Brüning, seine Hoffnung, die SA-Männer in einem „unter Reichsaufsicht stehenden großen allgemeinen Wehrsportverband“ zu sammeln, müsse „vorläufig zurückgestellt werden“. Zwar glaube er, dass die führenden Nationalsozialisten, die ihm „dauernd Stöße von Legalitätserklärungen senden“, es damit durchaus ernst meinten; doch sei es nötig, dass sich die „Partei […] von Dingen befreien, die ihrem Wesen nach illegal sind“:

„Eine […] nach allen ihren Einrichtungen und Vorschriften auf den Kampf im Inneren eingestellte Organisation wird eines Tages die Partei in die Illegalität hineinreißen. Die Legalität der Partei wird daher erst dann als eine wirkliche und uneingeschränkte betrachtet werden dürfen, wenn sie von allen derartigen Belastungen befreit ist.“

Am 13. April 1932 erging daher die „Notverordnung zur Sicherung der Staatsautorität“, mit der die SA verboten wurde. In der Folge agitierte Schleicher, der zuvor bei Hindenburg interveniert hatte, um das Verbot abzuwenden, gegen seinen Minister. Auch Hindenburg war unzufrieden, weil der Rechtsschwenk der Regierung, den er wiederholt verlangt hatte, ausgeblieben war. Am 12. Mai trat Groener zurück, am 30. Mai auch Brüning, nachdem ihm der Reichspräsident vor dem Hintergrund des Osthilfeskandals bedeutet hatte, er werde keine seiner Notverordnungen mehr unterschreiben.
Nachfolger wurde Franz von Papen, der darauf setzte, dass die Nationalsozialisten seine Minderheitsregierung tolerieren würden, wenn er das SA-Verbot aufheben und Neuwahlen ausschreiben würde. Das hatte Hitler in den geheimen Vorverhandlungen, die Schleicher geführt hatte, als Bedingung genannt. Nach den Reichstagswahlen vom 31. Juli 1932, bei denen die NSDAP stärkste Partei geworden war, ging die wieder legale SA mit massiver Gewalt vor: In Ostpreußen und in Schlesien verübten SA-Männer Bombenanschläge und griffen mit Schusswaffen Kommunisten, Sozialdemokraten, und Konsumgenossenschaften an. Der Höhepunkt dieser Gewaltwelle war der Mord von Potempa am 10. August 1932, als eine Gruppe von SA-Männern einen polnischstämmigen Kommunisten halb totschlugen und anschließend erschossen. Die preußische Polizei hatte die Lage nach wenigen Tagen wieder unter Kontrolle. Das Ziel, Hindenburg und die noch amtierende Regierung Papen zu zwingen, Hitler zum Reichskanzler zu machen, wurde nicht erreicht: Wenige Tage später wurde Hitler am 13. August 1932 von Hindenburg empfangen, der anschließend verlauten ließ, er habe Hitlers Forderung, ihm „die gesamte Staatsgewalt in vollem Umfange zu übertragen“, abgelehnt. In Wahrheit hatte Hitler das gar nicht verlangt, sondern lediglich Hindenburgs Frage, ob er bereit sei, in die Regierung Papen einzutreten, verneint. Zudem hatte ihm Hindenburg „nachdrücklich erklärt, daß er irgendwelche illegalen Akte, die sich in Zukunft ereignen sollten, mit den staatlichen Machtmitteln rücksichtslos niederschlagen werde“.
Damit war die Aussicht auf eine Tolerierung der Regierung Papen durch die NSDAP geplatzt. Bei einer Führertagung der NSDAP, die noch am 13. August abends stattfand, sollen sich nach Informationen der Reichskanzlei „etwa 90 % der Versammlungsteilnehmer […] für sofortiges Losschlagen ausgesprochen“ haben, Hitler und Röhm seien aber anderer Ansicht gewesen. Ein Ende des Legalitätskurses, also der Übergang zu revolutionärer Gewalt, blieb für Hitler einstweilen eine nützliche Drohung: Denn einen Tag vor dem Mord von Potempa war die Verordnung des Reichspräsidenten gegen politischen Terror erlassen worden, die für politisch motivierten Totschlag die Todesstrafe vorsah, zu der das Sondergericht Beuthen am 22. August die sechs SA-Männer verurteilte. Allerdings wurden sie durch die kommissarische preußische Regierung unter Papen am 2. September zu lebenslangem Zuchthaus begnadigt und schließlich dank der Straffreiheitsverordnung von 1933 Ende März 1933 amnestiert und freigelassen.

### Machtübergabe

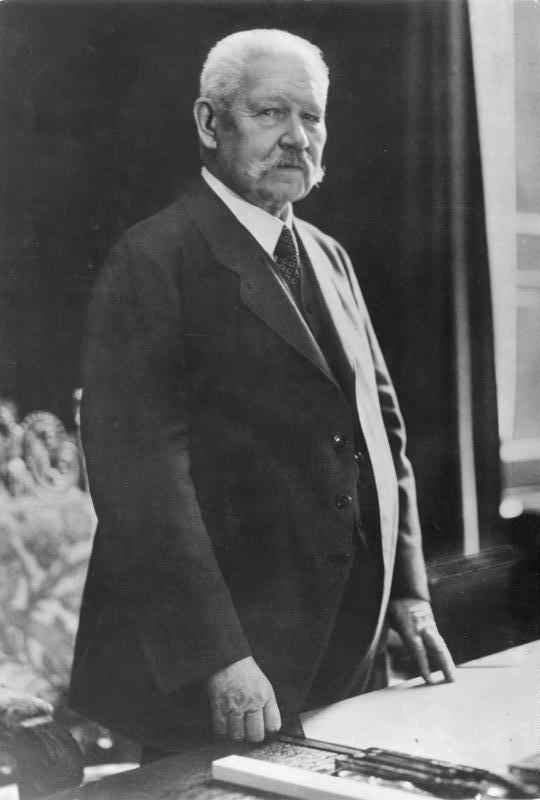
Reichspräsident Paul von Hindenburg ernannte Hitler zum Reichskanzler.

Am 30. Januar 1933 ernannte Hindenburg Hitler schließlich doch zum Reichskanzler. Er löste ein weiteres Mal den Reichstag auf und ermöglichte so, dass die NSDAP gemeinsam mit ihrem Koalitionspartner, der Kampffront Schwarz-Weiß-Rot, bei den Reichstagswahlen vom 5. März 1933 eine absolute Mehrheit erreichte. Zuvor hatte er am 28. Februar 1933 die Reichstagsbrandverordnung unterzeichnet, die die Grundrechte außer Kraft setzte und der mittlerweile zur „Hilfspolizei“ erklärten SA schrankenlose Gewalt gegen alle Gegner der Nationalsozialisten erlaubte. Hintergrund war die von Papen entwickelte Idee einer „Einrahmung“ Hitlers: Die überwiegende Mehrheit der Kabinettsmitglieder waren keine Nationalsozialisten, sondern konservative, zumeist adlige Vertraute Hindenburgs.
Dies schien der einzige legale Ausweg aus der Staatskrise, in die die Weimarer Republik geraten war. Zwar hatten Papen und nach ihm auch der neue Reichskanzler Schleicher den Gedanken eines Staatsstreichs ins Spiel gebracht: Man hätte den Reichstag ein weiteres Mal auflösen können, aber ohne Neuwahlen anzusetzen, und die Reichsregierung einfach weiter amtieren lassen können. Doch dieses Vorgehen barg die Gefahr eines Bürgerkriegs: Der mit Hitlers Legalitätskurs seit Langem unzufriedene Goebbels notierte am 28. August 1932 in sein Tagebuch: „Wenn die Gegenseite die Verfassung bricht, dann hört auch für uns jeder Zwang zur Gesetzmäßigkeit auf; dann kommt Steuerstreik, Sabotage und Aufstand. Die Frage ihres Sturzes wird dann in einigen Tagen gelöst sein.“ Deshalb schreckten Hindenburg und seine Berater vor der Erklärung des Staatsnotstands zurück.
Die Einrahmungstaktik scheiterte. Nachdem der Reichstag am 23. März 1933 mit Zweidrittelmehrheit das Ermächtigungsgesetz verabschiedet hatte, das dem Kabinett Hitler diktatorische Gesetzgebungsbefugnisse gab, schrieb der französische Botschafter in Berlin, André François-Poncet, in einem Bericht nach Paris, „dass all diese Dämme, die die Flut der Hitler-Regierung zurückhalten sollten, von der ersten Welle hinweggespült wurden.“  Die Nationalsozialisten hielten sich bald auch nicht mehr an das Ermächtigungsgesetz, sondern zogen allenfalls einzelne Elemente der Weimarer Verfassung als Legitimationskulisse heran. Bald war im Nationalsozialismus nur noch die Rede davon, dass die formale Legalität der Revolution lediglich aus Rücksichtnahme auf die Bürokratie und dem deutschen Sinn für Ordnung erfolgt sei.
Hitlers Ernennung zum Reichskanzler war nicht zuletzt ein Erfolg der Legalitätstaktik, die er seiner Partei verordnet hatte. Denn zum einen nutzte er sie zur Erpressung: Mit der Drohung, die Legalitätstaktik aufzugeben und zu offener Gewalt überzugehen, konnte er die Verschärfung oder die Verletzung geltenden Rechts gegen die Nationalsozialisten verhindern. Zum anderen stilisierte er sich mit der Legalitätstaktik zum Ordnungsfaktor und „Hüter der Verfassung“, der Schutz gegen die KPD versprach, die offen revolutionäre Gewalt propagierte.

## Rezeption
Hitlers Legalitätstaktik wird in der Forschung allgemein als unehrlich beurteilt. So ist verbreitet von einem „pseudolegalen“ Vorgehen die Rede, der Historiker Wilfried Ranke nennt die Legalitätstaktik „verlogen“, Nathan Stoltzfus sieht sie als frühes Zeichen für Hitlers Opportunismus. Ebenfalls sehr kritisch wird die Bereitschaft der Staatsorgane der Weimarer Republik beurteilt, Hitlers Beteuerungen zu glauben. Der Historiker Hagen Schulze spricht von einer „bodenlosen Liberalität“ der Reichsverfassung, die „ihren eigenen Verderbern“ geholfen habe, Gotthard Jasper nennt den Umgang der Reichsregierung Brüning mit den Legalitätsbeteuerungen Hitlers angesichts der manifesten Gewalt seiner Anhänger „eine Selbstdistanzierung vom System der Weimarer Verfassung und den Formen eines zivilisierten politischen Umgangs“.
Die Diskussion um die „Legalität“ der nationalsozialistischen Herrschaft wurde erst nach 1945 geführt, denn der Prozess der Gleichschaltung hatte in Deutschland eine freie wissenschaftliche Diskussion schon 1933 unmöglich gemacht. Die Legalitätsthese behauptet dabei, das Ermächtigungsgesetz sei mit dem Artikel 76 der Weimarer Reichsverfassung (WRV) vereinbar, der von der Änderung der Weimarer Verfassung handelte und eine solche auf die Regeln der demokratischen Republik festlegte.  Diese These impliziert, dass der Artikel 76 WRV die Abschaffung von Demokratie, Republik und Grundrechten ermöglichen würde. Die WRV hätte den Nationalsozialismus demnach legalisiert und wäre staatsformneutral gewesen. Nach Einschätzung des Staatsrechtler Christoph Gusy diente die Legalitätsthese vor allem dazu, die Verantwortung für die NS-Herrschaft auf Faktoren wie die Weimarer Reichsverfassung zu verlagern. Sie wird inzwischen weithin abgelehnt.
Ereignisnahe Deutungen bejahten die Legalität der Machtübergabe am Maßstab der Weimarer Reichsverfassung. Heinrich Triepel etwa prägte der Formel von der „legalen Revolution“, bei der er von „ungesetzlichen oder in ihrer Gesetzlichkeit bestreitbaren Einzelaktionen“ absehen wollte. Das Ermächtigungsgesetz sei formal legal zustande gekommen, so Triepel, aber inhaltlich revolutionär und gelte kraft der stattgefundenen Revolution. Der Begriff der „legalen Revolution“ ist eine contradictio in adjecto, da eine Revolution begriffsnotwendig mit einem Rechtsbruch einhergeht. Der Rechtswissenschaftler Jochen Rozek nennt die Bezeichnung legale Revolution unzutreffend, „weil die Legalität defekt und die Umfunktionierung der Weimarer Demokratie in die NS-Diktatur keine Revolution war, jedenfalls nicht nach dem in der Weimarer Demokratie herrschenden Verfassungsverständnis, das keine inhaltlichen Schranken der Reversibilität anerkannte“. Dennoch sei sie insofern erfolgreich gewesen, als sie die reibungslose Überleitung der Loyalitäten von einem System auf das andere ermöglicht habe.
Zu den besonders prononcierten Vertretern dieser Legalitätsthese gehört etwa Carl Schmitt, der schon Ende der Weimarer Republik die Verfassung kritisiert hatte. Christoph Gusy argumentiert dagegen, die Verfassung sei keineswegs neutral, sondern auch in ihren Bestimmungen über die Verfassungsänderung an das Demokratieprinzip gebunden gewesen. Die Doppelstrategie der NSDAP aus Bürgerkrieg(srhetorik) und parlamentarischem Kurs mochte, so Gusy, in ihren parlamentarischen Strategien im Einzelfall verfassungsgemäß gewesen sein, aber die Mittel ihres gewaltsamen Straßenkampfes – Mord, Totschlag, Körperverletzung, Landfriedensbruch und Nötigung – waren auch damals illegal. „Die Legalitätsthese blendet so einen zentralen Zweig des Kampfes der NSDAP gegen die Republik völlig aus.“ Die regelmäßigen Legalitätsbehauptungen der NSDAP hätten schon vor 1933 ausschließlich taktisch-propagandistische Funktion gehabt. Zwar sei noch die Ernennung Hitlers zum Reichskanzler „legal“ im Sinne des Artikels 53 WRV gewesen, aber schon die Reichstagsbrandverordnung habe die meisten formellen und materiellen Grenzen des Artikels 48, Absatz 2 WRV hinter sich gelassen. Dieter Deiseroth ist überzeugt, dass der Reichstagsbrand am 27. Februar 1933 von den Nationalsozialisten selbst gelegt wurde. Somit habe der Reichstagsbrandverordnung ein Verbrechen zugrunde gelegen, nämlich die Brandstiftung, weshalb „von einer ‚Legalität‘ der NS-Machteroberung […] nicht die Rede sein könne“. Der Rechtspositivismus könne nicht als Rechtfertigung für das Funktionieren von Verwaltung und Rechtsprechung in Anschlag gebracht werden, da er von den Nationalsozialisten verunglimpft und als Hindernis bei der Durchsetzung der Ziele des Regimes hingestellt worden sei. Dezidiert verfassungswidrig sei das Zustandekommen des Ermächtigungsgesetzes gewesen, da der Reichstag nicht ordnungsgemäß einberufen worden und die Gewissensfreiheit der Abgeordneten gemäß Art. 21 Reichsverfassung nicht gewährleistet gewesen sei: Die 81 KPD-Abgeordneten waren gar nicht eingeladen worden, die anwesenden Abgeordneten der demokratischen Parteien wurden von SA-Männern bedroht.
Als Kulminationspunkt der Verfassungsauflösung widersprach das Ermächtigungsgesetz auch dem staatsrechtlichen Erkenntnisstand des Jahres 1933. Die Abwesenheit der verhafteten oder verfolgten KPD-Abgeordneten verstieß gegen Artikel 37 WRV, der die Volksvertretung insgesamt gegen Einschüchterung und Beeinträchtigung des freien Mandats schützte. Das Ermächtigungsgesetz hält Christoph Gusy demnach nicht für „legal“ im Sinne der WRV, auch wenn die Verfassung nicht erst vom Ermächtigungsgesetz zerstört wurde. Auch Horst Dreier verweist auf das Fehlen aller KPD- und einiger SPD-Abgeordneten sowie den physischen und psychischen Druck durch die Anwesenheit von SA- und SS-Trupps am Abstimmungsort. Entscheidend sei außerdem die fehlerhafte Zusammensetzung des Reichsrats, in welchem entgegen Artikel. 63 I WRV sowie dem Urteil des Staatsgerichtshofs im Prozess um den „Preußenschlag“ 34 Stimmen von Reichskommissaren ausgeübt wurden. Irene Strenge schlussfolgert, dass das Gesetzgebungsverfahren so mangelhaft war, dass es ohne weiteres die Nichtigkeit des Ermächtigungsgesetzes zur Folge hatte.
Der Historiker Thomas Raithel und die Rechtswissenschaftlerin Irene Strenge nennen die Errichtung der NS-Diktatur im Ganzen pseudolegal, doch hätten sich die Verantwortlichen zunächst die legalen Formen gewahrt. Erst mit der Lex van der Lubbe vom 29. März 1933, das Brandstiftung auch rückwirkend die Todesstrafe verhängte, sei der Boden der Legalität verlassen worden, weil es gegen den Grundsatz Nulla poena sine lege verstieß. Für den Rechtswissenschaftler Michael Kotulla kam Hitler in Übereinstimmung mit der Reichsverfassung an die Macht. Zwar sei es politisch sehr bedenklich, dass der Reichspräsident als oberstes Organ der Verfassung die Staatsleitung jemandem anvertraute, der sich die Überwindung der bestehenden Verfassungsordnung zum Ziel gesetzt hatte. Da Hindenburg und seine Berater selbst aber nicht die Errichtung einer Diktatur intendiert hätten, sondern die Einrahmung und Abnutzung der NSDAP, sei ihr Vorgehen verfassungsrechtlich nicht zu beanstanden. Christian Hillgruber plädiert dafür, was am 30. Januar 1933 geschah, nicht Machtergreifung zu nennen, weil der Begriff Illegalität suggeriere. Vielmehr sei es eine „Machtübergabe nach den formalen Regeln der Weimarer Reichsverfassung“ gewesen. Diese (Schein-)Legalität habe zum Erfolg Hitlers wesentlich beigetragen, da er seine Herrschaft erst in der Folgezeit charismatisch habe legitimieren können. Auch der Historiker Horst Möller urteilt, dass zwar einzelne Akte wie Hitlers Ernennung zum Reichskanzler legal gewesen seien. Insgesamt aber hätten die Nationalsozialisten so viele und so gewichtige „Verstöße gegen Geist und Buchstaben der Weimarer Verfassung [verübt], daß an der Illegalität und am folglich auch unter diesem Aspekt revolutionären Charakter der NS-Machtergreifung kein Zweifel bestehen kann.“
Aus der Bedeutung, die Hitlers Legalitätstaktik für die Zerstörung der Weimarer Republik spielte, zog der Parlamentarische Rat den Schluss, eine wehrhafte Demokratie zu gründen. Art. 79, Absatz 3 des Grundgesetz für die Bundesrepublik Deutschland enthält die so genannte Ewigkeitsklausel, die eine Bestandsgarantie für die Grundrechte der Staatsbürger und die republikanisch-parlamentarische Staatsform enthält.
Ähnliches gilt für die Verfassungen der Länder. Dies soll verhindern, dass eine Taktik, die Legalität rein formal versteht, nochmals zur Abschaffung der Demokratie führt. Der Politikwissenschaftler Eckhard Jesse plädiert vor dem Hintergrund des Scheiterns der Weimarer Republik dafür, den weit gefassten Demokratieschutz, wie ihn die Bundesrepublik Deutschland praktiziere, auch in anderen demokratischen Staaten einzuführen: Parteien und Vereine mit verfassungsfeindlichen Zielen müssten verboten werden, auch wenn sie der Gewalt abschworen, der öffentliche Dienst müsse vor Unterwanderung durch Extremisten geschützt werden, um einen Marsch durch die Institutionen zu verhüten. Da das Scheitern der Weimarer Republik aber viele Ursachen hatte, nicht zuletzt die mangelnde Verankerung demokratischer Überzeugungen bei den Eliten, hält es der Politikwissenschaftler Maximilian Fuhrmann für zweifelhaft, ob eine solche „Wehrhaftigkeit nach unten“ die richtige Lehre aus Weimar sei.